# بوبوف ليونيد
ليونيد بوبوف (من مواليد 31 أغسطس 1945) هو رائد فضاء سوفيتي سابق.
ولد بوبوف في، كيروفوهراد اوبلاست ، جمهورية أوكرانيا الاشتراكية السوفيتية، واختير رائد الفضاء في 27 نيسان، 1970، وحلق في منصب قائد سويوز 35، وسويوز 40 وسويوز T-7، وسجل 200 يوما، 14 ساعة، و45 دقيقة في الفضاء قبل تقاعده في 13 يونيو عام 1987.

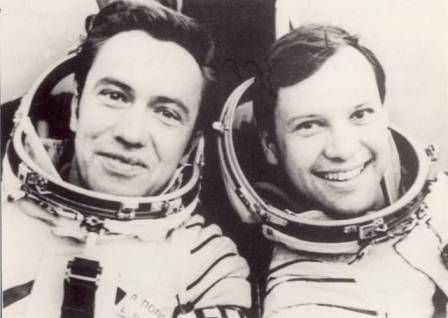
بوبوف ليونيد على اليسار

في مايو 1981 أنهى مهمته الفضائية لمدة ثمانية أيام على متن سويوز 40